# Lagodon rhomboides
La chopa espina o sargo (Lagodon rhomboides) es una especie de peces de la familia Sparidae en el orden de los Perciformes.

## Morfología
• Los machos pueden llegar alcanzar los 40 cm de longitud total.

## Distribución geográfica
Se encuentra en las  costas occidentales del Océano Atlántico: desde Massachusetts (Estados Unidos), Bermuda y el norte del Golfo de México hasta Florida y la Península de Yucatán (México). También en el norte de Cuba, pero ausente de las Bahamas y del resto de las Antillas.